# Interlude (album)
Pour les articles homonymes, voir Interlude.
Albums de Kool Moe Dee
Greatest Hits
(1993) The Jive Collection, Vol. 2
(1995)
Interlude est le cinquième album studio de Kool Moe Dee, sorti le 8 novembre 1994.

## Liste des titres
| No  | Titre                                  | Durée |
| --- | -------------------------------------- | ----- |
| 1.  | Interlude                              | 2:03  |
| 2.  | Oh Yea                                 | 4:28  |
| 3.  | Deez Nutz                              | 4:41  |
| 4.  | Catch he Moe (featuring Eyon C. Mason) | 4:02  |
| 5.  | Get 'Em Up                             | 4:20  |
| 6.  | Candy                                  | 4:18  |
| 7.  | Doin' My Thang                         | 4:53  |
| 8.  | Bang Bang                              | 4:46  |
| 9.  | Yes, Yes, Y'all                        | 4:28  |
| 10. | Soul to Soul                           | 4:08  |
| 11. | It's Alright Here                      | 5:00  |
| 12. | Are You Wit It                         | 4:30  |
| 13. | Interlude                              | 2:03  |